# 평면교차
평면교차(平面交叉)란 두 개의 다른 철도 나 도로 등이 동일한 평면상에서 서로 엇갈리는 것이다.

## 개요
동일한 평면상에서 교차하기 위해서 입체교차와 비교하여 설치비용이나 필요한 부지가 적어 편한 반면, 철도에서는 다이아그램을 짤 때에 지장을 일으키며 도로에서는 교통 체증이나 그에 따른 대기오염을 불러일으킨다.
철도간의 평면교차는 다이아몬드 크로싱, 도로간 평면교차는 교차로, 철도와 도로간 평면교차는 건널목이라 부른다.

## 철도

### 철도간 평면교차
복수의 철도노선간 교차할 때 입체교차를 할 경우 비용이 들기 때문에 평면교차를 선택하는 경우가 있다. 노면전차나 공장, 항만의 화물철도와 같이 도로상에 선로가 깔려져있는 경우에는 평면교차가 되는 경우가 많으며 고속철도에 있어서도 비용이나 운용면에서 평면교차를 하는 곳도 존재한다.
대한민국 내에서의 평면교차 사례는 대체로 많은 편이다.

#### 사례
- 경부선 - 용산삼각선 : 한강철교 북단
- 경부선 - 충북선 : 조치원역 인근
- 경부선 - 경전선 : 삼랑진역 인근
- 경부선 - 경부고속선 : 대전조차장역 인근
- 경의선 - 수색직결선 : 수색역 서쪽
- 신분당선 - 광교중앙역 ~ 광교역
- 장항선 - 서천화력선
- 중앙선 - 경춘선 : 상봉역 인근
- 충북선 - 중앙선 : 봉양역 인근
- 호남선 - 대전선 : 서대전역 인근
- 호남선 - 북송정삼각선 : 북송정역 인근

### 복선 분기
세 개의 노선이 Y자 형태로 평면으로 분기되어있으며 전 노선이 복선인 경우 한쪽 노선의 상행선과 또 다른 한쪽 노선의 하행선은 평면교차한다. 열차 수가 많은 노선의 경우 다이아그램상 애로가 되기 때문에 이러한 곳에는 입체교차화 된다.

### 철도와 도로의 평면교차
도로와 철도가 평면교차하는 곳에는 건널목이 설치된다. 열차 수가 많은 노선이나 교통량이 많은 도로의 경우 대기로 인한 교통체증이 발생하기 때문에 그러한 지점에서는 입체교차화되는 경우가 많다,

## 도로
도로와 도로가 만나는 곳에는 교차로가 만들어진다. 하지만 교통량이 많은 도로간의 교차로에서는 신호등에 의해 교통이 차단되는 시간만큼 교통체증이 심해지며 그로 인해 대기오염도 심각해지기 때문에 입체교차화하는 경우가 많으며 고속도로 등의 자동차 전용도로나 우회도로에 대해서는 처음부터 끝까지 또는 대부분의 구간을 입체로 만드는 것이 일반적이다.

### 고속도로의 평면교차
대한민국의 고속도로의 평면교차는 IS(InterSection)로 나타낸다. 사례로서 1973년에 개통한 호남고속도로(전주IC - 순천IC)와 남해고속도로의 일부 나들목에 T자나 十자 형태의 평면교차가 설치되었다. 게다가 1975년에 개통한 영동고속도로(새말IC - 강릉IC), 동해고속도로, 1977년에 개통한 구마고속도로(현 중부내륙고속도로지선), 1984년에 개통한 88올림픽고속도로(현 광주대구고속도로)에서는 일부 나들목에서 평면교차가 적용되었다. 하지만 각 고속도로가 4차선으로 확장되는 과정에서 대부분의 평면교차로는 입체교차화 혹은 폐쇄되었다. 그리고 2015년 11월 11일 88올림픽고속도로의 남장수 나들목이 노선 이설에 따라 폐지되었다. 다른 예시로는 새만금포항고속도로의 팔공산 나들목이나 서천공주고속도로의 동서천 나들목이 있다.

### 도로와 강의 평면교차
잠수교는 물에 잠기도록 설계된 다리를 뜻한다. 배를 지나다니게 하기 위해서 임의로 물에 잠기도록 만든 가동교와, 움직이지 않지만 홍수 등으로 물이 불어나면 잠기는 비가동교로 분류할 수 있다. 한강의 반포대교가 한 예이다.

## 공항
복수의 활주로를 가진 공항에서는 활주로간 혹은 활주로와 유도로 등의 평면교차 등과의 평면교차가 존재한다. 운행 횟수가 많은 항공에서는 옆바람용 활주로를 설치하는 경우도 많으며 이러한 경우에는 평면교차되는 경우가 일반적이다. 평면교차하는 활주로끼리는 동시에 운행할 수 없다.

### 활주로와 도로의 평면교차
영국령 지브롤터의 지브롤터 공항에서는 활주로와 일반도로가 평면교차하며 건널목으로 분리되어있다. 일반도로이기 때문에 보행자 등도 활주로를 가로질러갈 수 있다.
지브롤터 공항에서의 항공기 이착륙시에는 도로측에 설치되어있는 차단기가 내려가 도로가 통행금지된다.

## 같이 보기
- 평면 환승
- 철도
- 도로
- 항공